# Fusilier Museum London

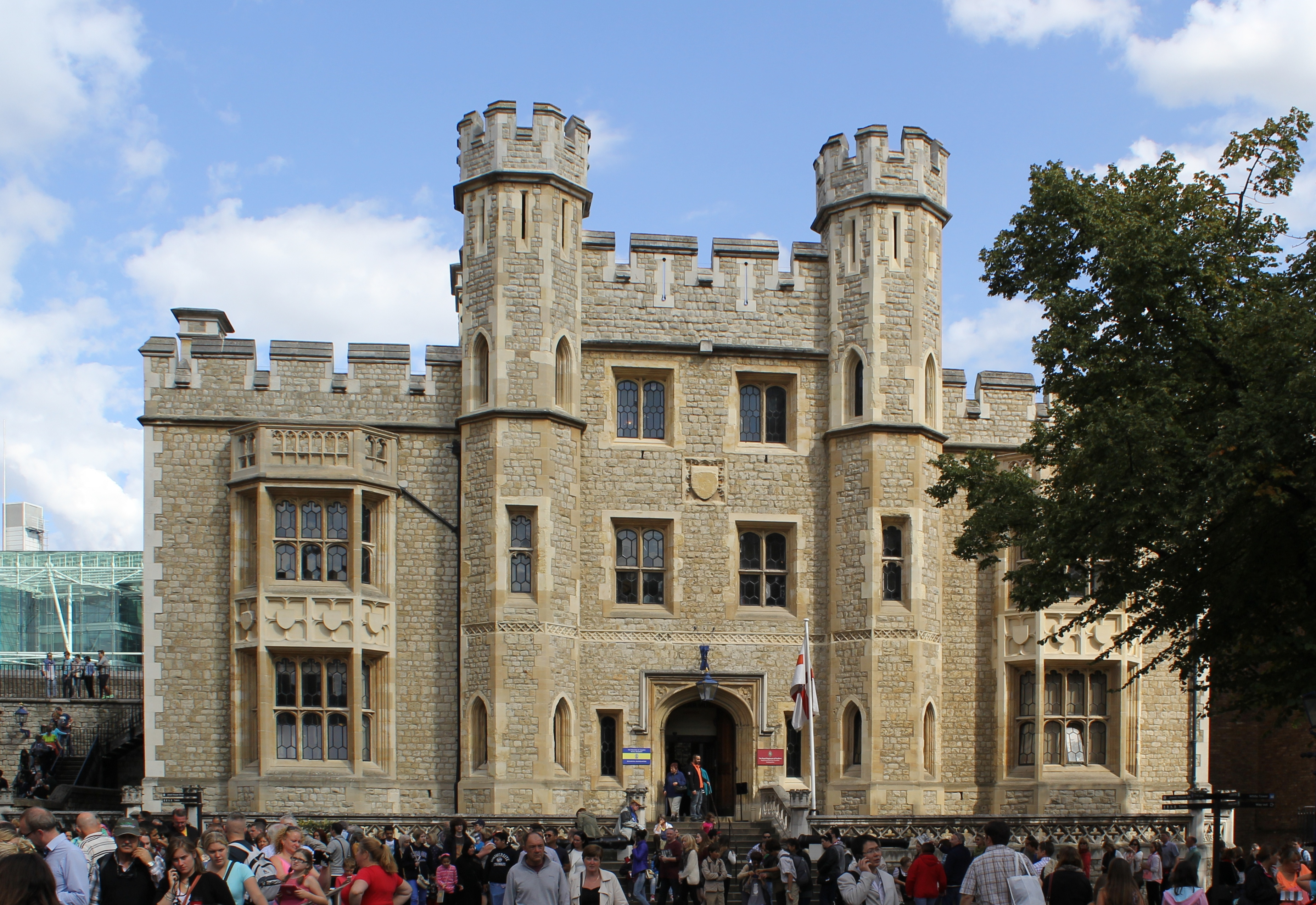
Museumseingang (2014)

Das Fusilier Museum London ist ein Militärmuseum auf dem Gelände des Towers of London. Es ist das Museum der Royal Fusiliers (City of London Regiment) und dessen Nachfolger, des Royal Regiment of Fusiliers, die beide ihr Hauptquartier im Tower hatten.
Das Museum wurde 1962 für die Öffentlichkeit freigegeben, seine Sammlung besteht aus der wesentlich älteren Sammlung des Royal Fusiliers. Sie besteht vor allem aus Uniformen, Abzeichen, Flaggen und Orden. Ebenso gehören Fotos, Briefe und erbeutete Stücke anderer Armeen zur Sammlung. Besondere Schaustücke sind 12 der 20 Victoria-Kreuze, die Soldaten des Regiments erlangten, sowie die Parade-Uniform von Georg V., der Colonel-in-Chief des Regiments war. Von Georg V. hängen auch zwei Gemälde im Museum, die Oswald Birley malte. Dieser war der Lieblingsporträtist der königlichen Gemälde und ebenfalls Mitglied des Regiments.
Das Museum wurde von 2009 bis 2011 renoviert und ist seit April 2011 wieder geöffnet. Es befindet sich im selben Gebäude wie das Hauptquartier der Royal Fusiliers. Dieses wurde im 19. Jahrhundert als Offiziershaus für die Soldaten der Waterloo Barracks gegründet. 